# 털가시잎이끼과
털가시잎이끼과(Trichocoleaceae)는 망울이끼목에 속하는 우산이끼류과의 하나이다. 3속 3종으로 이루어져 있다.

## 하위 속
- Castanoclobos - 유일종 C. julaceus
- Eotrichocolea - 유일종 F. polyacantha
- Trichocolea - 유일종 T. tomentella